# Lance Alworth
Lance Dwight Alworth (född 3 augusti 1940 i Houston, Texas) är en före detta amerikansk fotboll-spelare. På planen spelade han som wide receiver. Han är medlem i College Football Hall of Fame och Pro Football Hall of Fame.